# Guatteria maypurensis
Guatteria maypurensis Kunth – gatunek rośliny z rodziny flaszowcowatych (Annonaceae Juss.). Występuje naturalnie w Gujanie, Wenezueli, Kolumbii, Peru, Boliwii oraz Brazylii (w stanach Amazonas, Rondônia i Roraima). 

## Morfologia
PokrójZimozielone drzewo dorastające do 1–12 m wysokości. Gałęzie mają kolor od pomarańczowoczerwonego do purpurowobrązowego. Młode pędy są owłosione.
LiścieMają kształt od eliptycznego do eliptycznie owalnego. Nasada liścia jest klinowa. Wierzchołek jest ostry lub krótko spiczasty.

## Biologia i ekologia
Rośnie na sawannach i skrajach lasów. Występuje na wysokości do 800 m n.p.m.